# Gyrinopsis
Gyrinopsis là một chi bọ cánh cứng trong họ Gyrinidae.
Chi này được miêu tả khoa học năm 1906 bởi Handlirsch.

## Các loài
Chi này gồm các loài:
- Gyrinopsis antiquus (Heer, 1865)